# 双美桥
双美桥，位于中国广东省中山市小榄镇北街，始建于明代洪武元年(1368年)。该桥为单孔石桥，长18.5米，宽3.16米，高4.5米。1990年12月，公布为中山市文物保护单位。2019年4月，公布为广东省文物保护单位。